# ابوبکری اواتارا
ابوبکری اواتارا (انگلیسی: Aboubakari Ouattara؛ زادهٔ ۲۰ دسامبر ۱۹۷۰) بازیکن فوتبال اهل بورکینافاسو بود.
وی همچنین در تیم ملی فوتبال بورکینافاسو بازی کرده است.